# خوان أولمو
خوان أولمو (بالإسبانية: Juan Olmo)‏ (و. 1978  م) هو راكب دراجة هوائية إسباني، شارك في طواف إسبانيا.

## سباقات أو مراحل فاز بها
| التاريخ      | السباق            | المركز                  |
| ------------ | ----------------- | ----------------------- |
| 04 مارس 2007 | طواف ألميريا 2007 | الرابع في التصنيف العام |

## روابط خارجية
- خوان أولمو على موقع أرشيف الدراجات (الإنجليزية)
- خوان أولمو على موقع إحصائيات الدراجات الإحترافية (الإنجليزية)
- خوان أولمو على موقع نسبة الدراجات (الإنجليزية)